# Sangiin-Wahl 1956
Die Sangiin-Wahl 1956, formell die „4. ordentliche Wahl von Sangiinabgeordneten“ (jap. 第4回参議院議員通常選挙, dai-yon-kai Sangiin giin tsūjō senkyo), zum japanischen Rätehaus (Sangiin), dem Oberhaus (jōin) des nationalen Parlaments (Kokkai) fand am 8. Juli 1956 statt. Durch einfache nicht-übertragbare Stimme wurde die Hälfte der Kammer für sechs Jahre neu gewählt: 75 Abgeordnete in den Präfekturen, 52 weitere (inkl. zwei Nachwahlen auf drei Jahre) im landesweiten Wahlkreis (zenkoku-ku).
Die Wahl 1956 war die erste Sangiin-Wahl unter dem sogenannten „55er-System“: 1955 war durch die „Konservative Fusion“ und die Wiedervereinigung der Sozialistischen Partei näherungsweise ein Zweiparteiensystem entstanden. Die regierende Liberaldemokratische Partei von Premierminister Hatoyama Ichirō verfügte im Sangiin nicht über eine eigene Mehrheit und war auf die Stimmen von Unabhängigen und dem Ryokufūkai angewiesen. Hatoyama hatte erst im April den alleinigen Parteivorsitz übernommen. Die oppositionelle Sozialistische Partei Japans (SPJ) wurde von Suzuki Mosaburō geführt, der bereits 1951 kurz den Parteivorsitz innegehabt hatte, bevor sich linker und rechter Flügel im Streit über den Sicherheitsvertrag mit den Vereinigten Staaten gespalten hatten. Die Kommunistische Partei Japans (KPJ) unter dem ZK-Vorsitzenden Nosaka Sanzō und die Arbeiter- und Bauernpartei von Kuroda Hisao konnten angesichts der Zuspitzung auf die beiden großen Parteien nur mit wenigen Mandaten rechnen.
Wahlberechtigt waren rund 50 Millionen Japaner, Männer und Frauen über 20 Jahren. Die Ryūkyū-Inseln (Okinawa) standen unter US-Verwaltung und nahmen nicht an der Wahl teil.
Zu den Themen des Wahlkampfes gehörten die 1954 durchgeführte Wiederbewaffnung, der Sicherheitsvertrag mit den Vereinigten Staaten und die Bildungspolitik. Für eine geplante Änderung der Verfassung im Zusammenhang mit der Wiederbewaffnung hoffte Hatoyama darauf, gemeinsam mit konservativen Unabhängigen eine Zweidrittelmehrheit im Sangiin zu gewinnen. Im März 1956 hatte Hatoyama den „Untersuchungsausschuss für die Verfassung“ (kempō chōsakai) eingerichtet, Anfang Juli nahm der „Nationale Verteidigungsrat“ (kokubō kaigi, Vorläufer des heutigen Sicherheitsrates) seine Arbeit auf. Wahlziel der linken Parteien war, auf mindestens ein Drittel der Sitze zu kommen, um eine solche Mehrheit verhindern zu können. Die konfrontative Haltung der linken Parteien wurde durch den sogenannten Hatomander (ハトマンダー; aus Hatoyama und Gerrymandering) verstärkt: Der Plan Hatoyamas, die „mittleren“ Mehrmandatswahlkreise für das Shūgiin, das Unterhaus, durch „kleine“ Einzelwahlkreise zu ersetzen, war erst im Mai 1956 im Sangiin gescheitert. Die Änderung hätte es der LDP erleichtert eine Zweidrittelmehrheit im Shūgiin zu erringen, um so das Sangiin bei den meisten Gesetzesvorhaben überstimmen zu können. Der Versuch der Regierung, die gewählten Schulräte künftig durch Ernennung zu bestimmen und das Zulassungsverfahren für Schulbücher zu verändern, hatte zu massiven Protesten der SPJ und der Lehrergewerkschaft Nikkyōso geführt. Bei den „Beratungen“ im Sangiin musste im Juni 1956 die Polizei eingreifen, um die Ordnung wiederherzustellen.

## Ergebnis

Sitzverteilung nach der Wahl

Die Wahlbeteiligung betrug 63,18 % in den Präfekturen und 62,10 % im nationalen Wahlkreis.
| Partei | Partei                                      | Nicht zur Wahl | Präfekturen | Präfekturen | Präfekturen | landesweiter Wahlkreis | landesweiter Wahlkreis | landesweiter Wahlkreis | 1956 gewählt | Zusammensetzung nach der Wahl |
| Partei | Partei                                      | Nicht zur Wahl | Stimmen     | Anteil      | Sitze       | Stimmen                | Anteil                 | Sitze                  | 1956 gewählt | Zusammensetzung nach der Wahl |
| ------ | ------------------------------------------- | -------------- | ----------- | ----------- | ----------- | ---------------------- | ---------------------- | ---------------------- | ------------ | ----------------------------- |
|        | Liberaldemokratische Partei                 | 61             | 14.353.960  | 48,35 %     | 42          | 11.356.874             | 39,69 %                | 19                     | 61           | 122                           |
|        | Sozialistische Partei Japans                | 31             | 11.156.060  | 37,58 %     | 28          | 8.549.940              | 29,88 %                | 21                     | 49           | 80                            |
|        | Ryokufūkai                                  | 26             | 653.843     | 2,20 %      | 0           | 2.877.102              | 10,05 %                | 5                      | 5            | 31                            |
|        | Kommunistische Partei Japans                | 0              | 599.254     | 2,09 %      | 1           | 1.149.009              | 3,87 %                 | 1                      | 2            | 2                             |
|        | Arbeiter- und Bauernpartei (rōdōshanōmintō) | 0              | 181.414     | 0,41 %      | 0           | 181.524                | 0,63 %                 | 0                      | 0            | 0                             |
|        | Sonstige (*)                                | 0              | 115.862     | 0,39 %      | 0           | 607.832                | 2,12 %                 | 1                      | 1            | 1                             |
|        | Unabhängige                                 | 5              | 2.136.498   | 7,20 %      | 4           | 4.443.886              | 15,53 %                | 5                      | 9            | 14                            |
| Summe  | Summe                                       | 123            | 29.685.646  | 100 %       | 75          | 28.616.411             | 100 %                  | 52                     | 127          | 250                           |

(*) Einziger gewählter Kandidat: Takenaka Tsuneo für den Japanischen Zahnärzteverband, später zur LDP.

### Wahlkreise
Die SPJ konnte zwar im landesweiten Wahlkreis mehr Sitze erringen als die LDP. Sie gewann aber nur vier der 25 Einmandatswahlkreise gegenüber 19 für die LDP, die damit insgesamt 42 der 75 Sitze in den Präfekturen gewann.
Die Religionsgemeinschaft Sōka Gakkai unterstützte erstmals mehrere unabhängige Kandidaten.
| Parteizugehörigkeit der Wahlsieger (Stand: Wahltag): Liberaldemokratische Partei Sozialistische Partei Japans Ryokufūkai Kommunistische Partei Japans Sonstige (Japanischer Zahnärzteverband) Unabhängige | Parteizugehörigkeit der Wahlsieger (Stand: Wahltag): Liberaldemokratische Partei Sozialistische Partei Japans Ryokufūkai Kommunistische Partei Japans Sonstige (Japanischer Zahnärzteverband) Unabhängige | Parteizugehörigkeit der Wahlsieger (Stand: Wahltag): Liberaldemokratische Partei Sozialistische Partei Japans Ryokufūkai Kommunistische Partei Japans Sonstige (Japanischer Zahnärzteverband) Unabhängige | Parteizugehörigkeit der Wahlsieger (Stand: Wahltag): Liberaldemokratische Partei Sozialistische Partei Japans Ryokufūkai Kommunistische Partei Japans Sonstige (Japanischer Zahnärzteverband) Unabhängige | Parteizugehörigkeit der Wahlsieger (Stand: Wahltag): Liberaldemokratische Partei Sozialistische Partei Japans Ryokufūkai Kommunistische Partei Japans Sonstige (Japanischer Zahnärzteverband) Unabhängige | Parteizugehörigkeit der Wahlsieger (Stand: Wahltag): Liberaldemokratische Partei Sozialistische Partei Japans Ryokufūkai Kommunistische Partei Japans Sonstige (Japanischer Zahnärzteverband) Unabhängige | Parteizugehörigkeit der Wahlsieger (Stand: Wahltag): Liberaldemokratische Partei Sozialistische Partei Japans Ryokufūkai Kommunistische Partei Japans Sonstige (Japanischer Zahnärzteverband) Unabhängige | Parteizugehörigkeit der Wahlsieger (Stand: Wahltag): Liberaldemokratische Partei Sozialistische Partei Japans Ryokufūkai Kommunistische Partei Japans Sonstige (Japanischer Zahnärzteverband) Unabhängige |                                                          |                                                          | Hokkaidō                                                 |
| Parteizugehörigkeit der Wahlsieger (Stand: Wahltag): Liberaldemokratische Partei Sozialistische Partei Japans Ryokufūkai Kommunistische Partei Japans Sonstige (Japanischer Zahnärzteverband) Unabhängige | Parteizugehörigkeit der Wahlsieger (Stand: Wahltag): Liberaldemokratische Partei Sozialistische Partei Japans Ryokufūkai Kommunistische Partei Japans Sonstige (Japanischer Zahnärzteverband) Unabhängige | Parteizugehörigkeit der Wahlsieger (Stand: Wahltag): Liberaldemokratische Partei Sozialistische Partei Japans Ryokufūkai Kommunistische Partei Japans Sonstige (Japanischer Zahnärzteverband) Unabhängige | Parteizugehörigkeit der Wahlsieger (Stand: Wahltag): Liberaldemokratische Partei Sozialistische Partei Japans Ryokufūkai Kommunistische Partei Japans Sonstige (Japanischer Zahnärzteverband) Unabhängige | Parteizugehörigkeit der Wahlsieger (Stand: Wahltag): Liberaldemokratische Partei Sozialistische Partei Japans Ryokufūkai Kommunistische Partei Japans Sonstige (Japanischer Zahnärzteverband) Unabhängige | Parteizugehörigkeit der Wahlsieger (Stand: Wahltag): Liberaldemokratische Partei Sozialistische Partei Japans Ryokufūkai Kommunistische Partei Japans Sonstige (Japanischer Zahnärzteverband) Unabhängige | Parteizugehörigkeit der Wahlsieger (Stand: Wahltag): Liberaldemokratische Partei Sozialistische Partei Japans Ryokufūkai Kommunistische Partei Japans Sonstige (Japanischer Zahnärzteverband) Unabhängige | Parteizugehörigkeit der Wahlsieger (Stand: Wahltag): Liberaldemokratische Partei Sozialistische Partei Japans Ryokufūkai Kommunistische Partei Japans Sonstige (Japanischer Zahnärzteverband) Unabhängige | Aomori                                                   |                                                          |                                                          |
| Parteizugehörigkeit der Wahlsieger (Stand: Wahltag): Liberaldemokratische Partei Sozialistische Partei Japans Ryokufūkai Kommunistische Partei Japans Sonstige (Japanischer Zahnärzteverband) Unabhängige | Parteizugehörigkeit der Wahlsieger (Stand: Wahltag): Liberaldemokratische Partei Sozialistische Partei Japans Ryokufūkai Kommunistische Partei Japans Sonstige (Japanischer Zahnärzteverband) Unabhängige | Parteizugehörigkeit der Wahlsieger (Stand: Wahltag): Liberaldemokratische Partei Sozialistische Partei Japans Ryokufūkai Kommunistische Partei Japans Sonstige (Japanischer Zahnärzteverband) Unabhängige | Parteizugehörigkeit der Wahlsieger (Stand: Wahltag): Liberaldemokratische Partei Sozialistische Partei Japans Ryokufūkai Kommunistische Partei Japans Sonstige (Japanischer Zahnärzteverband) Unabhängige | Parteizugehörigkeit der Wahlsieger (Stand: Wahltag): Liberaldemokratische Partei Sozialistische Partei Japans Ryokufūkai Kommunistische Partei Japans Sonstige (Japanischer Zahnärzteverband) Unabhängige | Parteizugehörigkeit der Wahlsieger (Stand: Wahltag): Liberaldemokratische Partei Sozialistische Partei Japans Ryokufūkai Kommunistische Partei Japans Sonstige (Japanischer Zahnärzteverband) Unabhängige | Parteizugehörigkeit der Wahlsieger (Stand: Wahltag): Liberaldemokratische Partei Sozialistische Partei Japans Ryokufūkai Kommunistische Partei Japans Sonstige (Japanischer Zahnärzteverband) Unabhängige | Parteizugehörigkeit der Wahlsieger (Stand: Wahltag): Liberaldemokratische Partei Sozialistische Partei Japans Ryokufūkai Kommunistische Partei Japans Sonstige (Japanischer Zahnärzteverband) Unabhängige | Akita                                                    | Iwate                                                    |                                                          |
| Parteizugehörigkeit der Wahlsieger (Stand: Wahltag): Liberaldemokratische Partei Sozialistische Partei Japans Ryokufūkai Kommunistische Partei Japans Sonstige (Japanischer Zahnärzteverband) Unabhängige | Parteizugehörigkeit der Wahlsieger (Stand: Wahltag): Liberaldemokratische Partei Sozialistische Partei Japans Ryokufūkai Kommunistische Partei Japans Sonstige (Japanischer Zahnärzteverband) Unabhängige | Parteizugehörigkeit der Wahlsieger (Stand: Wahltag): Liberaldemokratische Partei Sozialistische Partei Japans Ryokufūkai Kommunistische Partei Japans Sonstige (Japanischer Zahnärzteverband) Unabhängige | Parteizugehörigkeit der Wahlsieger (Stand: Wahltag): Liberaldemokratische Partei Sozialistische Partei Japans Ryokufūkai Kommunistische Partei Japans Sonstige (Japanischer Zahnärzteverband) Unabhängige | Parteizugehörigkeit der Wahlsieger (Stand: Wahltag): Liberaldemokratische Partei Sozialistische Partei Japans Ryokufūkai Kommunistische Partei Japans Sonstige (Japanischer Zahnärzteverband) Unabhängige | Parteizugehörigkeit der Wahlsieger (Stand: Wahltag): Liberaldemokratische Partei Sozialistische Partei Japans Ryokufūkai Kommunistische Partei Japans Sonstige (Japanischer Zahnärzteverband) Unabhängige | Parteizugehörigkeit der Wahlsieger (Stand: Wahltag): Liberaldemokratische Partei Sozialistische Partei Japans Ryokufūkai Kommunistische Partei Japans Sonstige (Japanischer Zahnärzteverband) Unabhängige | Parteizugehörigkeit der Wahlsieger (Stand: Wahltag): Liberaldemokratische Partei Sozialistische Partei Japans Ryokufūkai Kommunistische Partei Japans Sonstige (Japanischer Zahnärzteverband) Unabhängige | Niigata                                                  | Yamagata                                                 | Miyagi                                                   |
| | | | | | | | Ishikawa | Toyama                                                   | Tochigi                                                  | Fukushima                                                |
| | | | | | | Fukui | Nagano | Gunma                                                    | Saitama                                                  | Ibaraki                                                  |
| | | Shimane | Tottori | Hyōgo | Kyōto | Shiga | Gifu | Yamanashi                                                | Tokio                                                    | Chiba                                                    |
| | | Yamaguchi | Hiroshima | Okayama | Osaka | Nara | Aichi | Shizuoka                                                 | Kanagawa                                                 |                                                          |
| Saga | Fukuoka | | | | | Wakayama | Mie |                                                          |                                                          |                                                          |
| Nagasaki | Kumamoto | Ōita | | Ehime | Kagawa | Landesweiter Wahlkreis Bis 1962: 18 20 5 1 5 Bis 1959: 1 | Landesweiter Wahlkreis Bis 1962: 18 20 5 1 5 Bis 1959: 1 | Landesweiter Wahlkreis Bis 1962: 18 20 5 1 5 Bis 1959: 1 | Landesweiter Wahlkreis Bis 1962: 18 20 5 1 5 Bis 1959: 1 | Landesweiter Wahlkreis Bis 1962: 18 20 5 1 5 Bis 1959: 1 |
| | Kagoshima | Miyazaki | | Kōchi | Tokushima | Landesweiter Wahlkreis Bis 1962: 18 20 5 1 5 Bis 1959: 1 | Landesweiter Wahlkreis Bis 1962: 18 20 5 1 5 Bis 1959: 1 | Landesweiter Wahlkreis Bis 1962: 18 20 5 1 5 Bis 1959: 1 | Landesweiter Wahlkreis Bis 1962: 18 20 5 1 5 Bis 1959: 1 | Landesweiter Wahlkreis Bis 1962: 18 20 5 1 5 Bis 1959: 1 |
| (Okinawa) | | | | | | Landesweiter Wahlkreis Bis 1962: 18 20 5 1 5 Bis 1959: 1 | Landesweiter Wahlkreis Bis 1962: 18 20 5 1 5 Bis 1959: 1 | Landesweiter Wahlkreis Bis 1962: 18 20 5 1 5 Bis 1959: 1 | Landesweiter Wahlkreis Bis 1962: 18 20 5 1 5 Bis 1959: 1 | Landesweiter Wahlkreis Bis 1962: 18 20 5 1 5 Bis 1959: 1 |

## Auswirkungen
Die LDP verfehlte die absolute Mehrheit. Die Wiederbewaffnung in Form der streng defensiv ausgerichteten Selbstverteidigungsstreitkräfte wurde ohne Verfassungsänderung weitergeführt. Hatoyama reiste im September für Verhandlungen über die Aufnahme Japans in die Vereinten Nationen nach Moskau, wo im Oktober die gemeinsame japanisch-sowjetische Erklärung verabschiedet wurde, und erklärte nach seiner Rückkehr im November seinen Rücktritt. Bei der Wahl zum LDP-Parteivorsitz im Dezember 1956 setzte sich Ishibashi Tanzan gegen Kishi Nobusuke knapp als Nachfolger durch.
In den Vereinigten Staaten wurde das Wahlergebnis als mögliche Stärkung anti-amerikanischer Kräfte gesehen.